# Yves Saint Laurent
Ив Сен Лоран САС  (YSL), такође познат као Сен Лоран, је француска луксузна модна кућа коју су основали Ив Сен Лоран и његов партнер Пјер Берже. Компанија је оживела своју колекцију високе моде 2015. године под бившим креативним директором Хеди Слиман. У априлу 2016, Ентони Вакарело је именован за креативног директора.
Основан 1962. године, данас продаје широк асортиман женске и мушке конфекције, кожне галантерије, обуће и накита. Такође је присутан на тржишту лепоте и мириса, иако је ово у власништву Л'Ореала, који поседује ексклузивне лиценце за то име.

## Историја
Истоимени бренд су 1962. године основали дизајнер Ив Сен Лоран и његов партнер Пјер Берже . Актуелне логотипе је 1963. дизајнирао АМ Касандре.
Током 1960-их и 1970-их, фирма је популаризовала модне трендове као што су беатник изглед, сафари јакне за мушкарце и жене, уске панталоне и високе чизме до бутина, укључујући и смокинг одело за жене 1966, Ле Смокинг одело. Неке од његових колекција укључују Поп Арт, Балет Русес, Пикасо и Кина. Сен Лоран је такође почео да уводи идеју ношења силуета из 1920-их, 1930-их и 1940-их и заслужан је за почетак 1978. широких стилова постављених на раменима који би карактерисали 1980-е. Био је први, 1966. године, који је популаризовао конфекцију у покушају да демократизује моду, са Рив Гуш и истоименим бутиком. Међу Сен Лорановим музама биле су Лулу де Ла Фалез, ћерка француског маркиза и енглеско-ирског модела; Бети Катру, полубразилска ћерка америчког дипломате и супруга француског декоратера; Талита Пол-Гети, модел и глумица чији је муж био наследник Гетија; и Катрин Денев, француска глумица.
Бренд се проширио 1980-их и раних 1990-их са мирисима за мушкарце и жене, након што је лансирао своју козметичку линију 1978. године. Међутим, до 1992. профит компаније је опао, а цена акција компаније је пала.
Године 1993. модна кућа је продата фармацеутској компанији Санофи . У сезонама 1998–1999, Албер Елбаз, некадашњи креатор Ланвин, дизајнирао је три конфекцијске колекције.
Пјер Берже је 1997. именовао Хедија Слимана за директора колекција и уметности. Слиман је напустио кућу две године касније, да би постао шеф модне одеће за мушку одећу у Диор Хоме .
Године 1999. Гучи (у власништву ППР-а) купио је бренд ИСЛ и замолио Тома Форда да дизајнира конфекцијску колекцију, док је Сен Лоран дизајнирао колекцију високе моде.
Године 2002, праћен годинама лошег здравља, злоупотребе дрога, депресије, алкохолизма и критика дизајна, Сен Лоран је затворио модну кућу ИСЛ-а. Размишљајући о својој каријери и утицају на модну индустрију, Сен Лоран је цитиран рекао: „Шанел је ослободила жене, а ја сам их оснажио. Сен Лоран је такође изјавио: „Ја сам креирао гардеробу савремене жене“.
Конфекцијска линија произведена је под управом Стефана Пилатија, након што је Том Форд отишао 2004. године. Његов стил је био више француски од отворено секси имиџа који је Том Форд пропагирао.
Године 2009, након смрти Ива Сен Лорана 2008. и бурних првих неколико година за Стефана Пилатија, неколико продавница затворено је на кључним америчким тржиштима у Сан Франциску и Њујорку . Локација у Њујорку, на Медисон Авенији, била је прва за бренд у Сједињеним Државама, отворена 1969. У јануару 2010. затворен је и чикашки бутик у Оак Стриту.
Године 2012, Керинг (раније познат као ППР) је објавио да је Хеди Слиман заменио Стефана Пилатија као креативног директора . Слиман је раније радио за Диор Хоме до 2007. Слиман је 2015. најавио да ће оживети модну линију Ива Сен Лорана. 2016. Слиман је напустио Сен Лоран. Његова замена је Ентони Вакарело .
Упркос чињеници да је Слиман раније радио са кућом, било је много контроверзи након његовог именовања, посебно након што је објављено да ће конфекцијска линија бити преименована у Сен Лоран. Међутим, име и логотип задржани су за додатке као што су ташне и ципеле, и козметика (која је лиценцирана за Л'Ореал ). Такође је најављено да ће се дизајнерски студио преселити у Лос Анђелес, Калифорнија, Слиманов усвојени дом, док ће модни атеље остати у Француској.
Слиман је изјавио да је црпео инспирацију из времена када је линија конфекције први пут лансирана као Сен Лоран Рив Гуш. Међутим, одлука је доспела на насловне стране. Постало је контроверзније након што је објављено да париски бутик Колет продаје кошуље са линијом „Није Лоран без Ива“. Сен Лоран је затражио да продавница престане да продаје кошуље, што је и учинила у својој онлајн продавници. У октобру 2013. објављено је да је Колет примила писмо у којем се оптужује за продају фалсификованих производа који су озбиљно оштетили бренд. Након оптужбе, објављено је да је Сен Лоран отказао Колет-ину поруџбину за своју колекцију за пролеће 2014, упркос чињеници да је бутик чувао бренд од 1998.
2017. године, креативни директор Ентони Вакарело изабрао је Шарлот Генсбур, ћерку Сержа Генсбура и Џејн Биркин, за лице кампање јесен/зима 17.

## Бутици
Дизајниран од стране Слимана, водећи бутик у Паризу отворен је у мају 2013. Претходна шема тамноцрвених и златних боја замењена је монохроматским ентеријером, са различитим материјалима, укључујући мермер и никловане шипке. Овај концепт је коришћен у реновираном бутику Беверли Хилс и његовом новом лондонском бутику у улици Слоун, као и новим продавницама у Сједињеним Државама.
Године 2013., мушка продавница — прва за бренд — отворена је у Сан Франциску, продавница пуне линије отворена је у Њујорку, у његовом кварту СоХо, а пуна продавница отворена је у Чикагу, где су се одржавале приватне изложбе од затварања продавнице у Чикагу 2010.
Под Слиманом Сен Лоран планира да настави да шири своје присуство у Сједињеним Државама, отварајући нове бутике у одмаралиштима Бал Харбор и Лас Вегас, као и планирану продавницу за Вашингтон.
Међународне локације укључују снажно присуство у Европи, са бутицима који се крећу од Барселоне, Минхена, Берлина, Прага, Варшаве и Кијева, до Болоње, Рима, Москве, Монте Карла и Кана. Локације на Блиском истоку укључују Бејрут, Казабланку, Абу Даби, Дубаи, Доху, Кувајт Сити и Џеду. У Азији бутици се могу наћи у Џакарти, Бангкоку, Манили, Сеулу, Сингапуру, Макау, Тајвану и Хонг Конгу. Бренд је снажно присутан у Јапану са бутицима у Кјоту, Токију и Осаки. У Кини, самостални бутици се налазе у Вухану, Шангају, Пекингу и Чонгкингу.

## Галерија
- Разне хаљине из периода 1988 и 2001
- Вечерња хаљина из 1976. године
- Комплет из 1980. године
- Хаљине из 1970, 1981 и 1982.
- Хаљине из 2001. године